# Valdir Espinosa
Valdir Espinosa (Porto Alegre, 7 de octubre de 1947-Río de Janeiro, 27 de febrero de 2020) fue un futbolista y entrenador brasileño.

## Carrera deportiva
Dirigió en equipos brasileños de fútbol como: Grêmio, Botafogo, Flamengo, Palmeiras, Portuguesa, Corinthians, Fluminense, Coritiba y Vasco da Gama. En su carrera como entrenador consiguió importantes éxitos en los equipos que dirigió, destacando la Copa Libertadores de 1983 con Grêmio.
Valdir fue campeón con Cerro Porteño en los años 1987 y 1992. Suyo fue el equipo que con figuras como Tarciso, Robson Retamozo y Joaozinho acabó con diez largos años de sequía de títulos.
El 17 de febrero de 2020, fue sometido a una cirugía de abdomen, que se complicó. Tres días después fue nuevamente hospitalizado en un hospital al sur de la urbe carioca, donde ya requirió de cuidados intensivos. Pese a los cuidados paliativos falleció el 27 de febrero de 2020, a los 72 años de edad. El veterano estratega venía trabajando en la gerencia deportiva del Botafogo de la Primera División brasileña.

## Clubes

### Como entrenador
| Club                | País           | Año       |
| ------------------- | -------------- | --------- |
| Esportivo           | Brasil         | 1979      |
| Ceará               | Brasil         | 1980      |
| Londrina            | Brasil         | 1981      |
| Grêmio              | Brasil         | 1980-1984 |
| Al-Hilal            | Arabia Saudita | 1984-1985 |
| Grêmio              | Brasil         | 1986      |
| Cerro Porteño       | Paraguay       | 1987-1988 |
| Botafogo            | Brasil         | 1989      |
| Flamengo            | Brasil         | 1989-1990 |
| Botafogo            | Brasil         | 1990-1991 |
| Cerro Porteño       | Paraguay       | 1992-1994 |
| Atlético Mineiro    | Brasil         | 1994      |
| Palmeiras           | Brasil         | 1995      |
| Portuguesa          | Brasil         | 1996      |
| Corinthians         | Brasil         | 1997      |
| Fluminense          | Brasil         | 1997      |
| Verdy Kawasaki      | Japón          | 1997      |
| Coritiba            | Brasil         | 1998      |
| Botafogo            | Brasil         | 1998-1999 |
| Fluminense          | Brasil         | 2000-2001 |
| Vitória             | Brasil         | 2001      |
| Atlético Paranaense | Brasil         | 2002      |
| Fluminense          | Brasil         | 2004      |
| Brasiliense         | Brasil         | 2005      |
| Ceará               | Brasil         | 2005      |
| Fortaleza           | Brasil         | 2005      |
| Flamengo            | Brasil         | 2006      |
| Santa Cruz          | Brasil         | 2006      |
| Cerro Porteño       | Paraguay       | 2007      |
| Vasco da Gama       | Brasil         | 2007      |
| Portuguesa          | Brasil         | 2008      |
| Duque de Caxias     | Brasil         | 2011      |
| Metropolitano       | Brasil         | 2016      |

## Palmarés

### Como jugador

#### Torneos regionales
| Título              | Club                     | Estado  | Año  |
| ------------------- | ------------------------ | ------- | ---- |
| Campeonato Alagoano | Centro Sportivo Alagoano | Alagoas | 1974 |
| Campeonato Alagoano | Clube de Regatas Brasil  | Alagoas | 1976 |

### Como entrenador

#### Torneos regionales
| Título                               | Club                               | Estado             | Año  |
| ------------------------------------ | ---------------------------------- | ------------------ | ---- |
| Campeonato del Interior Gaúcho       | Clube Esportivo de Bento Gonçalves | Río Grande del Sur | 1979 |
| Campeonato Cearense                  | Ceará Sporting Club                | Ceará              | 1980 |
| Campeonato Paranaense                | Londrina Esporte Clube             | Paraná             | 1981 |
| Campeonato del Interior Paranaense   | Londrina Esporte Clube             | Paraná             | 1981 |
| Campeonato Gaúcho                    | Grêmio Foot-Ball Porto Alegrense   | Río Grande del Sur | 1986 |
| Taça Río                             | Botafogo de Futebol e Regatas      | Río de Janeiro     | 1989 |
| Campeonato Carioca                   | Botafogo de Futebol e Regatas      | Río de Janeiro     | 1989 |
| Supercampeonato Paranaense de Fútbol | Club Athletico Paranaense          | Paraná             | 2002 |
| Campeonato Brasiliense               | Brasiliense Futebol Clube          | Distrito Federal   | 2005 |

#### Torneos nacionales
| Título                       | Club                         | País           | Año  |
| ---------------------------- | ---------------------------- | -------------- | ---- |
| Liga Profesional Saudí       | Al-Hilal Saudi Football Club | Arabia Saudita | 1986 |
| Primera División de Paraguay | Club Cerro Porteño           | Paraguay       | 1987 |
| Primera División de Paraguay | Club Cerro Porteño           | Paraguay       | 1992 |

#### Torneos internacionales
| Título                       | Club                             | Sede         | Año  |
| ---------------------------- | -------------------------------- | ------------ | ---- |
| Copa Libertadores de América | Grêmio Foot-Ball Porto Alegrense | Porto Alegre | 1983 |
| Copa Intercontinental        | Grêmio Foot-Ball Porto Alegrense | Tokio        | 1983 |